# 2MASS J00160844-0043021
2MASS J00160844-0043021 ist ein Brauner Zwerg im Sternbild Fische. Er wurde 2004 von Gillian R. Knapp et al. entdeckt. 2MASS J00160844-0043021 gehört der Spektralklasse L5,5 an.